# 硫磺山 (加拿大)
硫磺山（英語：Sulphur Mountain）是位於加拿大班夫國家公園內的一座山峰。硫磺山是班夫國家公園內註明著名的旅遊景點，附近有溫泉。可從山頂乘坐纜車到達硫磺山頂。

## 外部連結
- Banff Gondola （页面存档备份，存于）
- Hike Description